# Aechmea fosteriana
Aechmea fosteriana är en gräsväxtart som beskrevs av Lyman Bradford Smith. Aechmea fosteriana ingår i släktet Aechmea och familjen Bromeliaceae.

## Underarter
Arten delas in i följande underarter:
- A. f. fosteriana
- A. f. rupicola

## Bildgalleri

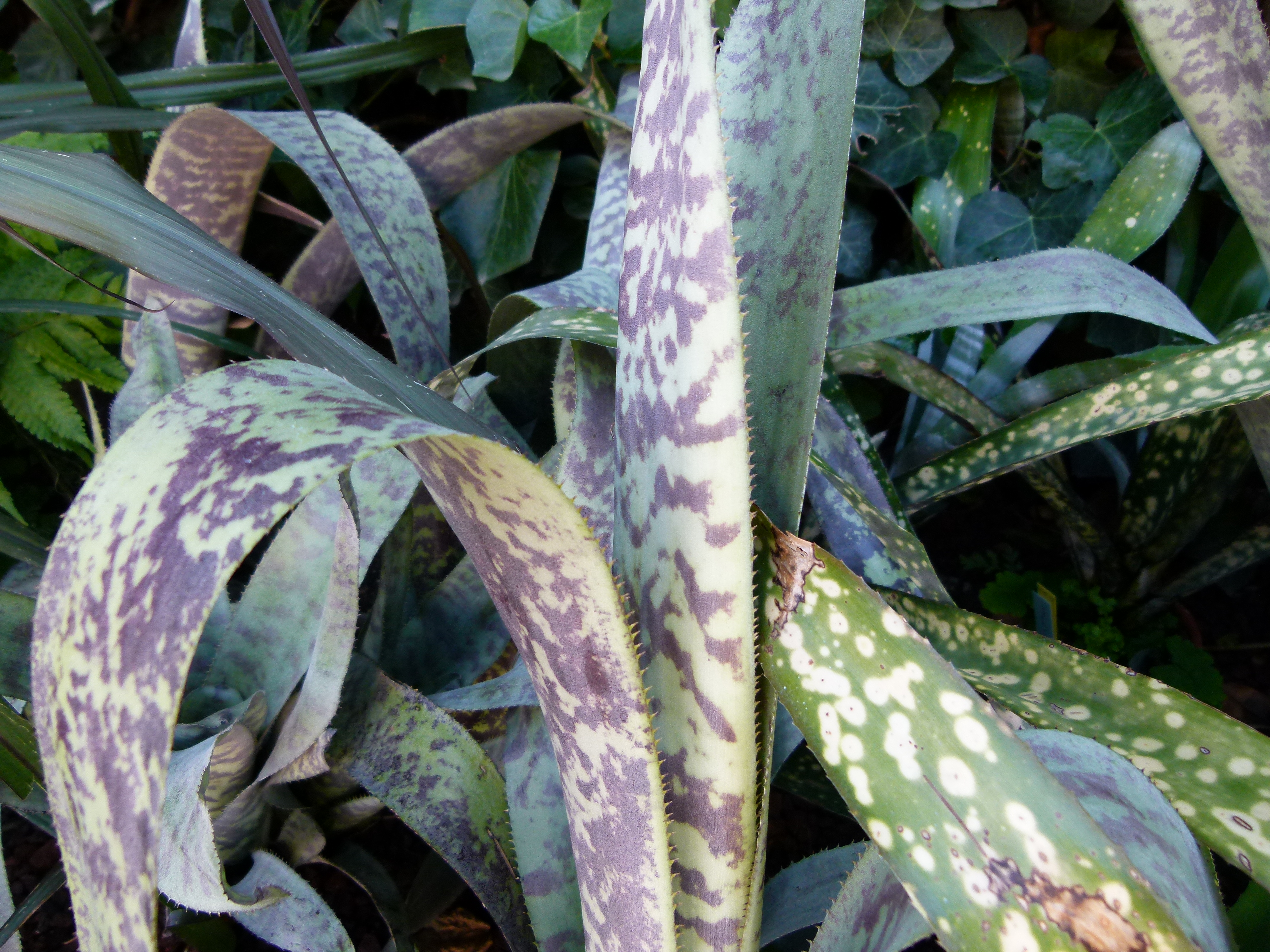
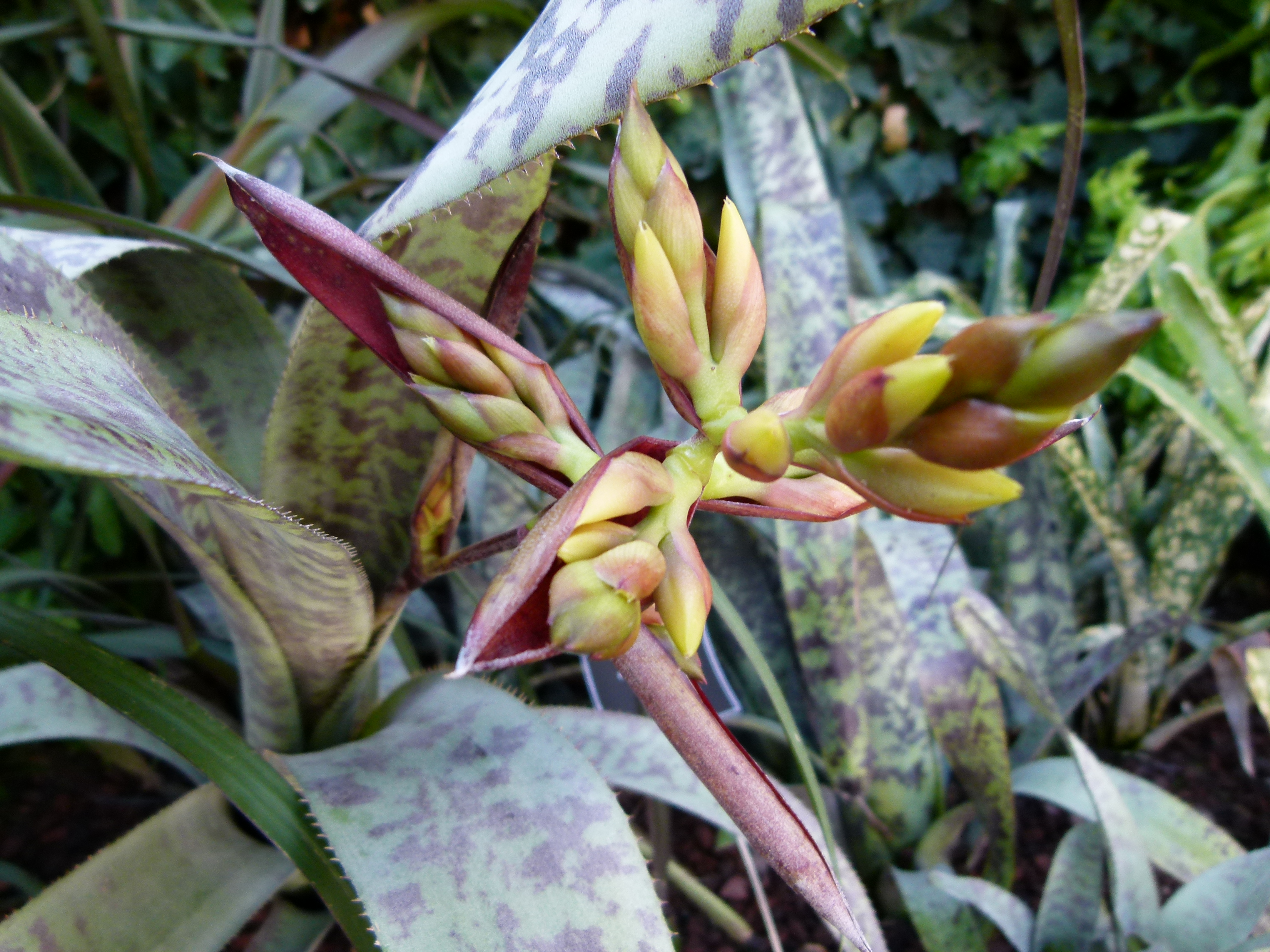